# ZB vz. 26
A ZB vz. 26 egy 1920-as években tervezett csehszlovák golyószóró, amit később több más országban is rendszeresítettek és a két világháború közötti időszak egyik legnépszerűbb gépfegyverévé vált és felépítése nagy hatást gyakorolt a későbbi könnyű géppuskákra. A fegyver legnagyobb hátránya a lassú és költséges gyártás volt. A vz. 26-ot többször is továbbfejlesztették, így jött létre a ZB vz. 27, a vz. 30 és a vz. 33. A fegyvert Václav Holek tervezte és a Zbrojovka Brno (ZB) kezdte meg tömeggyártását 1926-ban. 1928-ban a Csehszlovák Hadsereg rendszeresítette a típust, és több országba is exportálták, nagyobb mennyiséget Bolívia, Bulgária, Kína, Románia, Törökország és Jugoszlávia vásárolt belőle.
Kínában licenc alapján helyben gyártották, és később a bevonuló japánok lemásolták a fegyvert. A spanyolok pedig szintén helyi másolatot készítettek és gyártottak belőle a polgárháború idején. A Brit Nemzetközösségben az 1980-as évekig használt brit Bren könnyű géppuska a fegyverből kifejlesztett vz. 33 továbbfejlesztéséből jött létre.
Csehszlovákia 1939-es megszállása után a németek szerezték meg az addig legyártott 120 000 darabot, és MG 26(t) néven rendszeresítették azt a Wehrmachtban és a Waffen-SS-ben, de a civil és katonai rendőrség is széles körben használta. A fegyver gyártását a Waffenwerke Brunn (a ZB német neve) nagy mennyiségben folytatta. A vz. 26-ot használták a második világháborúban, majd azt követően, amikor Csehszlovákia a keleti blokk része lett, eljutott Észak-Koreába és Vietnámba és használták a koreai háborúban és az indokínai háborúban.

## Alkalmazók

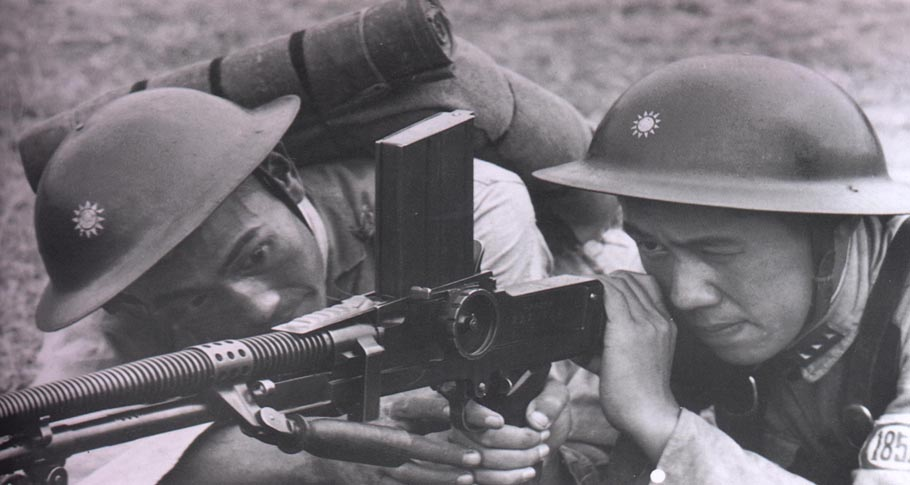
A kínai Nemzeti Forradalmi Hadsereg katonái egy vz. 26-tal tüzelnek

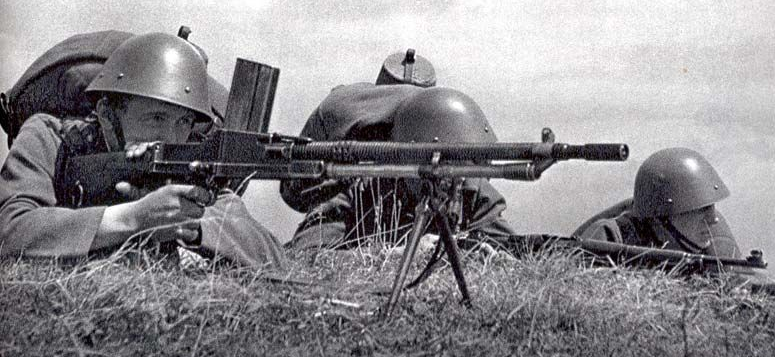
Csehszlovák katonák egy ZB vz. 26-tal és egy vz. 24 puskával

- Bolívia
- Csehszlovákia
- Dél-Korea
- Észak-Korea
- Ecuador
- Fülöp-szigetek (a Fülöp-szigeteki ellenállók használták a második világháborúban)
- Harmadik Birodalom
- Irán
- Indonézia
- Japán
- Jugoszlávia
- Kína[1]
- Kínai Köztársaság
- Litvánia
- Malajzia
- Mandzsukuo
- Peru
- Románia
- Szlovákia
- Svédország
- Törökország
- Vietnám